# Spleen Tyrosine Kinase
SYK ist ein Enzym aus der Gruppe der Tyrosinkinasen.

## Eigenschaften
Als Tyrosinkinase phosphoryliert Syk Tyrosine in Proteinen. Syk besitzt eine SH2-Proteindomäne und bindet damit an aktivierte Rezeptor-Tyrosinkinasen in der Zellmembran. In Folge einer Aktivierung von Syk werden VAV1, PLCG1, PI-3-Kinase, LCP2 und BLNK phosphoryliert. Syk ist phosphoryliert.
Syk katalysiert die Reaktion:
ATP + [Protein]-L-Tyrosin = ADP + [Protein]-L-Tyrosinphosphat
Syk bindet an CBL, CRKL,
FCGR2A, FYN, Grb2, Lck, LYN, PTK2, PTPN6, und VAV1.